# جون أرشيبالد كامبل
جون أرشيبالد كامبل (بالإنجليزية: John Archibald Campbell)‏ (و. 1811 – 1889 م)هو سياسي، ومحاماة، ومحامي، وقاضي من الولايات المتحدة الأمريكية . ولد في مقاطعة ويلكس (جورجيا) . تولى منصب عضو مجلس النواب ألاباما .
وهو عضو في الحزب الديمقراطي الأمريكي .
توفي في بالتيمور، ماريلاند .

## التعليم
تعلم في جامعة جورجيا.

## روابط خارجية
- جون أرشيبالد كامبل على موقع الموسوعة البريطانية (الإنجليزية)
- جون أرشيبالد كامبل على موقع إن إن دي بي (الإنجليزية)